# Jagdstaffel 3
La Königlich Preußische Jagdstaffel Nr 3 ou Jagdstaffel 3 (terme abrégé en Jasta 3) est une escadrille de la Luftstreitkräfte, la branche aérienne de l'Armée impériale allemande pendant la Première Guerre mondiale. Jasta est un acronyme formé par l'abréviation du mot allemand Jagdstaffel (escadrille de chasse). L'unité totalise 83 victoires aériennes pendant la guerre, au prix de 16 tués et 2 blessés au combat, 4 tués dans des accidents et un prisonnier.

## Histoire
La Jasta 3 est formée le 10 août 1916 à Brunswick en puisant du personnel dans le Flieger Ersatz Abteilung 5 (5e détachement de remplacement de pilotes). L'unité nouvellement créée est placée sous le commandement du Leutnant Ewald von Mellenthin, un officier ayant déjà commandé un Kampfeinsitzer Kommando (KEK, littéralement « unité de combat monoplace »). Équipée de chasseurs Halberstadt D.III, la Jasta est envoyée le 1er septembre dans le secteur de la 2e armée, près de Péronne. Douze jours après son arrivée, Ewald von Mellenthin est tué au combat et le commandement passe à Alfred Mohr (pl). Ce dernier remporte 6 victoires aériennes lors de son passage dans la Jasta avant d'être tué à son tour le 1er avril 1917.
En mars 1917, la Jasta 3 passe dans le secteur de la 6e armée, à Houplin-Ancoisne puis dans celui de la 4e à Rumbeke, où elle est intégrée au Jagdgruppe 15 avec d'autres unités de chasse. Elle est intégrée le 5 février 1918 au Jagdgruppe 9 (avec les Jastas 28 (en) et 37 (en)). Ce groupe de chasse est commandé par l'Oberleutnant Hermann Kohze, qui commande en parallèle la Jasta 3. Malgré le transfert du commandement de Kohze à Georg Weiner (en) le 4 septembre 1918, la Jasta 3 reste intégrée au Jagdgruppe 9 jusqu'à l'armistice du 11 novembre 1918. De juillet à septembre, le groupe opère dans le secteur de la 3e armée, puis dans celui de la 19e à partir du 8 septembre.

## Liste des commandants (Staffelführer)
1. Leutnant Ewald von Mellenthin : 10 août - 12 septembre 1916 (tué au combat)
2. Leutnant Alfred Mohr (pl) : 12 septembre 1916 - 1er avril 1917 (tué au combat)
3. Oberleutnant Hermann Kohze : 1er avril - 4 septembre 1917
4. Leutnant Georg Weiner (en) : 4 septembre 1917 - 11 novembre 1918

## Liste des bases d'opérations
1. Brunswick : 10 août 1916 - 1er septembre 1916
2. Vraignes : 1er septembre 1916 - 4 novembre 1916
3. Fontaine-Uterte : 5 novembre 1916 - 20 mars 1917
4. Guesnain : 21 mars 1917 - 11 juillet 1917
5. Houplin : 12 juillet 1917 - 19 juillet 1917
6. Rumbeke : 20 juillet 1917 - 16 septembre 1917
7. Guise : 17 septembre 1917 - 19 septembre 1917
8. Rumbeke : 20 septembre 1917 - 16 octobre 1917
9. Wynghene : 17 octobre 1917 - 12 mars 1918
10. Briastre : 13 mars 1918 - 23 mars 1918
11. Mons-en-Chaussée : 24 mars 1918 - 10 avril 1918
12. Ingelmunster : 11 avril 1918 - 3 mai 1918
13. Rumbeke : 4 mai 1918 - 5 juin 1918
14. Falvy : 6 juin 1918 - 8 juillet 1918
15. Blaise-sous-Arzillières : 9 juillet 1918 - 7 septembre 1918
16. Morhange : 8 septembre 1918 - 11 novembre 1918

## Membres célèbres
10 as de l'aviation ont volé au sein de la Jagdstaffel 3 au cours de la guerre :
- Carl Menckhoff
- Julius Schmidt (en)
- Georg Schlenker (en)
- Kurt Wissemann
- Alfred Mohr (pl)
- Georg Weiner (en)
- Joachim von Busse (en)
- Kurt Haber (pl)
- Friedrich Classen (pl)
- Hermann Kunz (pl)

### Note
1. ↑  Staffel est un terme féminin, en allemand[1].